# Данилов, Андрей Степанович
Андрей Степанович Данилов (4 (17) ноября 1910; с. Вяжля, Аткарский уезд, Саратовская губерния, Российская империя — 20 июня 1998; Аткарск, Саратовская область) — лётчик-истребитель Советской армии, подполковник, участник Великой Отечественной войны и оборонительных боёв под Гродно. Почётный гражданин города Гродно (1964), внесённый в Книгу народной славы города Гродно (1968).

## Биография
Родился 17 (по старому стилю — 4) ноября 1910 года в многодетной крестьянской семье в селе Вяжля Аткарского уезда Саратовской губернии.
В 1930 году добровольцем вступил в Красную армию. В 1931 году, будучи красноармейцем, был направлен в Третью военную школу лётчиков, а в 1933 году после окончания лётной школы служил в эскадрилье «Ультиматум» Гомельской штурмовой авиабригады. В 1939 году принимал участие за воссоединение Западной Белоруссии и БССР в качестве командира звена.
В 1940 году Данилов был назначен старшим политруком 1-й эскадрильи 127-го истребительного авиационного полка. В 1941 году отличился в оборонительных воздушных боях под городом Гродно. После осколочного ранения лечился в госпитале, после чего вернулся на поле боя, в свой полк. До 1942 года Данилов являлся заместителем по политической части 18-го гвардейского истребительного авиационного полка. В 1943 году Данилов был назначен командиром 168-го истребительного авиационного полка 303-й истребительной авиационной дивизии 1-й Воздушной Армии Западного фронта.
Являясь старшим политруком 1-й эскадрильи 127-го истребительного авиационного полка, выполнял боевые задания, в том числе обучал лётчиков мастерству воздушного боя. За своё военное время сражался на Курской дуге, воевал на Ленинградском, Волховском и 3-м Белорусском фронтах, освобождал Минск, принимал участие в штурме Берлина и в разгроме Квантунской армии.
После войны проживал в Аткарске, работал в управлении сельского хозяйства, был председателем Аткарского районного общества охраны природы..
Ушёл из жизни 20 июня 1998 года в Аткарске Саратовской области.

## Награды и звания
- Орден Ленина[1]
- Орден Красного Знамени[1]
- Орден Отечественной войны II степени[1]
- Орден Красной Звезды[1]
- Медаль «За победу над Японией»[1]
- Награждён двумя французскими и другими наградами[1].
- Звание «Почётный гражданин города Гродно» (1964)
- В 1968 году внесен в Книгу Славы города Гродно

## Память
- Улица в Аткарске Саратовской области носит имя А. С. Данилова[4].
- В парке-музее установлен бюст героя[1].
- Улица в Гродно Беларуси носит имя А. С. Данилова (2013)[1].
- Дубненская средняя школа носит имя героя А. С. Данилова[5].
- В Белорусском государственном музее истории Великой Отечественной войны хранятся личные вещи и принадлежности А. С. Данилова (карманные часы, которые спасли жизнь летчику Данилову, ремень, портсигар и другие вещи, которые он носил в период освобождения Беларуси)[6].
- В Лунненской школе, в Мостовском районном музее есть экспозиции, посвященные А. С. Данилову[7].
- Мемориальная доска в честь А. С. Данилова (1961) в деревне Черлёна Мостовского района Гродненской области Беларуси. Установлена на здании школы, в честь лётчика А. С. Данилова, подбитый самолёт которого упал около деревни Черлёна.